# Cisnormativität
Cisnormativität ist eine Weltanschauung, welche die Cisgeschlechtlichkeit aller Menschen als soziale Norm postuliert. Andere Geschlechtsidentitäten werden marginalisiert. Außerdem sehen sich Menschen, die nicht cisgeschlechtlich sind, in cisnormativen Kontexten oft mit Diskriminierung konfrontiert.
Cisnormativität ist mit der Annahme verbunden, dass sich alle Menschen über ihre gesamte Lebensspanne mit dem Geschlecht identifizieren, das ihnen bei der Geburt zugeschrieben wurde. Cisgeschlechtlichkeit wird als etwas „Natürliches“ bzw. „das Normale“ angenommen und andere Geschlechtsidentitäten wie die nichtbinäre Geschlechtsidentität oder Transgeschlechtlichkeit werden abgewertet.

## Begriff
In der wissenschaftlichen Literatur wurde der Begriff Cisnormativität zum ersten Mal im Jahr 2009 im Rahmen einer Studie zur Gesundheitsversorgung von Transpersonen geprägt. Zentral für ein cisnormatives Weltbild ist die Annahme, dass Geschlechtsidentität und sichtbare Genitalien stets kongruent seien. Dies geht einher mit dem Glauben an eine binäre Geschlechterordnung: Weiblich Genitalien führen zu Weiblichkeit, männliche Genitalien zu Männlichkeit.
Ein häufig genutztes Beispiel zur Veranschaulichung von Cisnormativität ist die Zuweisung eines Geschlechts an Säuglinge: Diese können noch keine Auskunft über ihre Geschlechtsidentität geben. Jeder Versuch, aus den primären Geschlechtsmerkmalen eine Geschlechtsidentität abzuleiten („Ist es ein Junge oder ein Mädchen?“) kann demnach als ein Ausdruck von Cisnormativität gesehen werden.
Die Begriffe Heteronormativität und Cisnormativität sind eng miteinander verknüpft, Heteronormativität bezieht sich aber in erster Linie auf die sexuelle Orientierung. In der Literatur wird gelegentlich auch von einer Hetero-Cis-Normativität gesprochen, also der Annahme, dass es normal sei, sowohl heterosexuell als auch cisgeschlechtlich zu sein.

## Ausformungen von Cisnormativität
Cisnormatives Gedankengut ist in einer Vielzahl von Gesellschaftsbereichen selbstverständlich, sodass es häufig nicht ohne Weiteres erkannt wird. Menschen, die cisnormativen Normen folgen, sind oftmals privilegiert im Vergleich zu denen, die dies nicht tun. Cis-Männer haben häufiger eine cisnormative Weltsicht als Cis-Frauen.

### Sprache
Über Sprache können Geschlechtsidentitäten, die außerhalb einer binären Geschlechterordnung liegen, unsichtbar gemacht werden. Ebenso ist es aber möglich, sie überzubetonen, sodass sie als Abweichung von der Norm erscheinen. Das Misgendern von Personen kann ein cisnormativer Akt sein, wenn Menschen nicht in der Lage oder willens sind, zu akzeptieren, dass die von ihnen adressierte Person einen anderen Namen oder andere Pronomen nutzt, als sie es zunächst erwarten würden.
Die Bezeichnung von Transpersonen als transgeschlechtlich ist weitverbreitet, auch wenn ihr Geschlecht im gerade geltenden Kontext keine Rolle spielt. Demgegenüber werden cisgeschlechtliche Menschen wesentlich seltener auch explizit als solche benannt. So kann der Eindruck vermittelt werden, dass Cis-Personen die „normalen“ Menschen seien und alle nicht cisgeschlechtlichen Menschen lediglich eine Ausnahme repräsentieren würden. Für nicht cisgeschlechtliche Personen kann der Eindruck entstehen, es bestehe ein Zwang, sich zu outen, weil ihnen sonst automatisch Heterosexualität und Cisgeschlechtlichkeit unterstellt wird.

### Bildung
Schulen werden in der Forschung häufig als Räume ausgemacht, in denen Cisnormativität in besonderem Maße sichtbar wird. So wird beispielsweise im Sexualkundeunterricht zumeist nicht oder nur unzureichend über Geschlechtsidentitäten jenseits der binären Geschlechterordnung aufgeklärt. Daraus resultiert eine große Unsicherheit und ein Gefühl der Isolation, wenn sich Jugendliche bewusst werden, nicht cisgeschlechtlich zu sein. Darüber hinaus deuten empirische Studien darauf hin, dass transgeschlechtliche Jugendliche häufiger Opfer von Mobbing werden als cisgeschlechtliche. Zudem haben transgeschlechtliche und nichtbinäre Jugendliche auch häufiger Probleme mit ihrer mentalen Gesundheit.

### Gesundheitsversorgung
Gesundheitssysteme sind häufig auf die Bedürfnisse von cisgeschlechtlichen Personen ausgerichtet. Medizinisches Fachpersonal ist oftmals nicht oder kaum geschult im Umgang mit transgeschlechtlichen oder nicht-binären Personen. In der Folge berichten transgeschlechtliche und nichtbinäre Personen häufig davon, dass sie von medizinischem Personal misgendert werden oder ihre Geschlechtsidentität ohne ihre Einwilligung ihren Familienmitgliedern preisgegeben wird. Außerdem kommt es vor, dass medizinisches Personal die besonderen gesundheitlichen Bedürfnisse von transgeschlechtlichen und nichtbinären Personen (beispielsweise während der medizinischen Transition) aufgrund von Unwissenheit oder Ignoranz nicht beachtet und diese daher falsch behandelt. Aus diesen Gründen vermeiden es nicht cisgeschlechtliche Personen oft, medizinischen Rat einzuholen, wenn sie Beschwerden haben.
Besonders kritisch ist Cisnormativität in der reproduktiven Medizin. Es ist möglich, dass Menschen, die nicht cisnormativen Vorstellungen von Geschlecht entsprechen, der Zugang zu Behandlungen traditionell weiblich konnotierter medizinischer Fachgebiete wie z. B. der Geburtshilfe erschwert wird. Die Schwangerschaft ist etwa ein Zustand, den laut gesellschaftlichen Konventionen nur Frauen durchleben können. Sätze wie „Mein Mann liegt in den Wehen“ können daher zu großer Verwirrung führen, die im Extremfall diejenigen Personen, die auf eine Behandlung angewiesen sind, gefährden kann.
Es zeigen sich zudem Wissenslücken hinsichtlich der Gesundheitsversorgung. Historisch gesehen waren unter anderem transgeschlechtliche und nichtbinäre Personen häufig nicht in medizinischen Studien vertreten, da Geschlechtsidentität nicht immer erfasst wurde. Auch in der Gegenwart enthalten viele Studien nur binäre Antwortmöglichkeiten in Bezug auf das Geschlecht, weshalb sie weiterhin als in Studien unterrepräsentiert oder falsch dargestellt angesehen werden. Teilweise werden sie von Studien ausgeschlossen. So betrug die Teilnahme von transgeschlechtlichen und nichtbinären Personen an klinischen Studien, die zwischen 2018 und 2022 auf der medizinischen Meta-Datenbank PubMed veröffentlicht wurden, weniger als ein Prozent. Die National Institutes of Health definieren geschlechtliche Minderheiten Stand 2024 als Bevölkerungsgruppe, die vermeidbare Unterschiede in Bezug auf Krankheit und das Erreichen von Gesundheit erlebt.

### Vorbehalte gegen nichtbinäre Personen
Cisnormativität kann zu Vorurteilen gegenüber nichtbinären Personen führen. Eine empirische Studie aus dem Jahr 2021 stellte fest, dass die Weigerung von nichtbinären Menschen, sich eindeutig einem Geschlecht zuzuordnen, sowohl bei Cis- als auch bei Transpersonen zu Vorbehalten führen kann und stellte die Hypothese auf, dass dies mit cisnormativen Weltbildern zusammenhänge.

## Reaktionen der Betroffenen
Menschen, die von cisnormativ motivierter Diskriminierung betroffen sind, reagieren unterschiedlich auf diese.

### Passing
Das sogenannte Passing beschreibt eine Strategie, mit der nicht cisgeschlechtliche Personen versuchen, sich Diskriminierung zu entziehen. Menschen, die Passing betreiben, versuchen, sich bestmöglich als cisgeschlechtlich zu präsentieren. Dies kann dazu führen, dass sie weniger Diskriminierung ausgesetzt sind, bedeutet jedoch auch, dass sich die Betroffenen zum Teil selbst verleugnen.

### Internalisierte Transphobie
Cisnormativität und die damit verbundene gesellschaftliche Ablehnung kann bei Transpersonen zu internalisierter Transphobie führen. Damit verbunden ist ein geringes Selbstbewusstsein sowie Schamgefühle in Bezug auf die eigene Geschlechtsidentität. Laut der Soziologin Kairo Weber wenden transgeschlechtliche Personen teilweise selbst cisnormative Standards an, wenn es darum geht zu bestimmen, wer zur Transcommunity gehört und wer nicht. Die Argumentation, transgeschlechtlich könne nur sein, wer eine diagnostizierte Geschlechtsdysphorie hat, sieht sie als cisnormativ an, da sie Transgeschlechtlichkeit pathologisiere.

### Widerstand
Viele nicht cisgeschlechtliche Menschen leisten auch offenen Widerstand gegenüber cisnormativen Normen, indem sie eine soziale Praxis an den Tag legen, die diesen nicht entspricht. Insofern kann bereits die Identifikation als transgeschlechtlich oder nicht-binär ein Akt des Widerstandes sein. Darüber hinaus können auch offen gelebte Transelternschaften dazu führen, cisnormative Weltbilder zu irritieren und gegebenenfalls auch ins Wanken zu bringen.
Außerdem kommt es vor, dass nicht cisgeschlechtliche Personen aktiv gegen ihre Unsichtbarmachung arbeiten. So existiert etwa eine Reihe von Vlogs im Internet, in denen nicht-binäre Personen über alltägliche durch gesellschaftliche Cisnormativität bedingte Herausforderungen und potentielle Lösungsansätze berichten. Ebenso gibt es transgeschlechtliche Jugendliche, die in der Schule versuchen, ihre Lehrkräfte und andere Jugendliche über die vielfältigen Geschlechtsidentitäten aufzuklären oder auch gegen auf andauernde Cisgeschlechtlichkeit ausgelegte Schuluniformen protestieren.